# Бриџпорт (Конектикат)
Бриџпорт (енгл. Bridgeport) највећи је град по броју становника у америчкој савезној држави Конектикат и пети највећи град у Новој Енглеској. Град се налази у округу Ферфилд. По попису становништва из 2010. у њему је живело 144.229 становника.
Бриџпорт је првобитно био део градског подручја Стратфорда. Прво насеље овде је саграђено 1659. и носило је име Пеквонок до 1695, када је име промењено и Стратфилд, јер се налазило између већ постојећих градова Стратфорд и Ферфилд. Током Америчке револуције град је био центар гусарства.

## Географија
Бриџпорт се налази на надморској висини од 1 m.

## Демографија
Према попису становништва из 2010. у граду је живело 144.229 становника, што је 4.700 (3,4%) становника више него 2000. године.
|                   | 2010.            | 2000.            |
| Укупно            | 144 229 (100,0%) | 139 529 (100,0%) |
| Хиспаноамериканци | 55 100 (38,20%)  | 44 478 (31,88%)  |
| Афроамериканци    | 49 842 (34,56%)  | 42 925 (30,76%)  |
| Белци             | 32 794 (22,74%)  | 43 158 (30,93%)  |
| Азијати           | 4 918 (3,410%)   | 4 536 (3,251%)   |
| Остали            | 1 575 (1,092%)   | 4 432 (3,176%)   |

## Галерија
- Лука у Бриџпорту
- Железничка станица у Бриџпорту
- Барнумов музеј